# Trichogramma achaeae
Trichogramma achaeae is een vliesvleugelig insect uit de familie Trichogrammatidae. De wetenschappelijke naam is voor het eerst geldig gepubliceerd in 1970 door Nagaraja & Nagarkatti.